# 수신 (백제)
수신(首信, ?~?)은 백제의 관료이다. 관등은 은솔(那率)로, 588년(백제 위덕왕 35년)에 나솔(奈率) 복부미신(福富味身), 덕솔(德率) 개문(蓋文), 장덕(將德) 백매순(白昧淳) 등과 함께 수신사(修信使)의 일행으로 왜에 파견되었다.